# Simon Plouffe
Simon Plouffe (Saint-Jovite, Quebec, 11 de junho de 1956) é um matemático canadense. Descobriu em 1995 a fórmula BBP (Bailey–Borwein–Plouffe) que possibilita o cálculo no n-ésimo dígito binário de π.
É co-autor da The Encyclopedia of Integer Sequences, na página da On-Line Encyclopedia of Integer Sequences, dedicada às sequências de inteiros em 1995. Em 1975 Plouffe quebrou o recorde mundial de memorização dos dígitos de pi, recitando 4096 dígitos, um recorde que foi mantido até 1977.
Plouffe descobriu um algoritmo para o cálculo de π em qualquer base em 1996.